# Isabel de Orléans
Isabel Maria Laura Vitória de Orléans (Isabelle Marie Laure Victoire d’Orléans; Woluwe-Saint-Pierre, 8 de abril de 1932) é uma princesa francesa pelo nascimento da Casa de Orléans e condessa de Schönborn-Buchheim pelo casamento com Frederico Carlos, Conde de Schönborn-Buchheim.

## Família
Isabel foi a primeira dos onze filhos de Henrique, Conde de Paris, pretendente orleanista o trono da França, e sua esposa, Isabel de Orléans e Bragança, Princesa de Orléans Bragança.
Em 10 de setembro de 1964, ela casou-se com o conde Frederico Carlos de Schönborn-Buchheim, filho de Jorge, Conde de Schönborn-Buchheim e de sua primeira esposa Isabel Orssich de Slavetich. Tornou-se conde herdeiro após a morte acidental de seu irmão mais velho, o conde Jorge, em 1973. Após a morte do pai em 27 de janeiro de 1989, Frederico Carlos tornou-se o novo Conde de Schönborn-Buchheim e Isabel, consequentemente, Condessa de Schönborn-Buchheim.
Desta união nasceram cinco filhos:
- Damião, Conde Hereditário de Schönborn-Buchheim (17 de julho de 1965), casou-se com Deirdre-Mary Ascough, com quem teve uma filha:
  - Isabel de Schönborn-Buchheim (2003)
- Vicente, Conde de Schönborn-Buchheim (28 de outubro de 1966), casou-se com a Catarina Graf, com quem teve três filhos:
  - Filipe de Schönborn-Buchheim (2003)
  - Clemente de Schönborn-Buchheim (2005)
  - Alexandre de Schönborn-Buchheim (2010)
- Lorena, Condessa de Schönborn-Buchheim, Condessa de Spee (3 de janeiro de 1968), casou-se com o conde Guilherme de Spee, com quem teve cinco filhos:
  - Augusto Maria Rafael, Conde de Spee (1998)
  - Paulo Maria Gabriel, Conde de Spee (1999)
  - Heloísa Maria, Condessa de Spee (2001)
  - Ludmila Maria Condessa de Spee (2003)
  - Cosme Maria, Conde de Spee (2005)
- Clara, Condessa de Schönborn-Buchheim (7 de outubro de 1969), casou-se com Wolfgang Liechtenfeld, com quem teve um filho:
  - Alexandre Liechtenfeld (2011)
- Melchior, Conde de Schönborn-Buchheim, Barão de Mentzingen (22 de setembro de 1977), casou-se com a baronesa Bernadete de Mentzingen, com quem teve dois filhos:
  - Teodoro de Schönborn-Buchheim (2015)
  - Leopoldo de Schönborn-Buchheim(2017)

## Títulos, estilos e honras
- 8 de abril de 1932 — 10 de setembro de 1964: Sua Alteza Real a princesa Isabel de Orléans
- 10 de setembro de 1964 — 3 de fevereiro de 1973: Condessa Frederico Carlos de Schönborn-Buchheim
- 3 de fevereiro de 1973 — 27 de janeiro de 1989: Condessa-herdeira de Schönborn-Buchheim
- 27 de janeiro de 1989 — presente: Sua Alteza Ilustríssima a condessa de Schönborn-Buchheim

### Honras
- Dama da Ordem da Cruz Estrelada[1]
- Dama de honra e devoção da Ordem de Malta[1]